# Centre Cultural d'Espanya a Malabo
El Centre Cultural d'Espanya a Malabo (CCEM) és una institució cultural situada a la ciutat de Malabo, capital de Guinea Equatorial. Pertany a la Xarxa de Centres Culturals d'AECID (Agència Espanyola de Cooperació Internacional per al Desenvolupament) i està adscrit orgànicament a l'Ambaixada d'Espanya a Malabo Arxivat 2017-05-01 a Wayback Machine..
Les seves funcions són: la difusió de la cultura espanyola contribuint a l'enriquiment i el respecte de la diversitat cultural; la cooperació cultural a través de la promoció i difusió dels artistes i intel·lectuals locals i la cooperació cultural al desenvolupament.
Per realitzar la seva activitat cultural compta amb un edifici de dues plantes distribuït al voltant d'un gran pati central - que també acull activitats a l'aire lliure - que inclou un saló d'actes, dues biblioteques (amb dues sales), aules per a tallers, oficines, cafeteria i un estudi d'enregistrament. El mateix edifici és a més seu de l'Oficina Tècnica de Cooperació (OTC) d'AECID i Universitat Nacional d'Educació a Distància (UNED) a Malabo.
Totes les seves activitats són d'entrada lliure i gratuïta.

## Descripció i historia
El Centre Cultural d'Espanya a Malabo se situa en un edifici de nova creació de 2280 m² situat entre l'aeroport i el nucli històric de la ciutat, al barri de Caracolas. Compta amb diversos espais que acullen la major part de la seva activitat cultural i és un dels principals agents culturals del país.
L'antecedent del Centre Cultural d'Espanya a Malabo (CCEM) és el Centro Cultural Hispano Guineano, l'extinció del qual en 2002 va donar lloc a dos centres culturals que es van situar a Malabo i Bata.
Ha estat dirigit per Teresa Siles (2003- 2005), Gloria Nistal Rosique (2005-2008) i Carlos Contreras (2008 - 2012). L'actual directora és Pilar Sánchez Llorente.

## Infraestructura
- Saló d'actes / teatre – amb capacitat per 300 persones. Escenari de 10 x 7 m².
- Biblioteca dividida en dues sales, sala d'adults i sala juvenil / infantil – amb 50 llocs de lectura i un catàleg de 3.000 llibres i pel·lícules
- Aules de formació i assaig
- Oficines
- Pati central
- Casa de la paraula
- Bar /restaurant
- Cabina i estudi d'enregistrament

## Oferta cultural
La seva oferta cultural, que engloba a tot tipus d'usuaris i usuàries, inclou activitats escèniques (espectacles de música, dansa i teatre), expositives (arts visuals: fotografia, escultura, pintura) i formatives (tallers i cursos), així com projecció de pel·lícules, conferències i presentacions de llibres. Altres activitats habituals són el club de lectura, el matí dels nens o les realitzades pel Laboratori de Recursos Orals.
També s'imparteixen classes d'espanyol (nivells A1 a B2) i es convoquen diversos concursos i esdeveniments anuals, com el Certamen Literari 12 d'octubre, el Festival de Cinema Itinerant de Guinea Equatorial (FECIGE) o el Festival Internacional de Hip-hop de Malabo.
La majoria de l'oferta cultural té lloc a la seu del CCEM però en altres ocasions es realitza fora de la mateixa o de forma conjunta amb altres institucions com la Universitat Nacional de Guinea Equatorial (UNGE), la Casa de Cultura de Rebola (CCR) o l'Institut Cultural d'Expressió Francesa (ICEF) en altres àrees de la ciutat o de l'illa de Bioko.

## Serveis

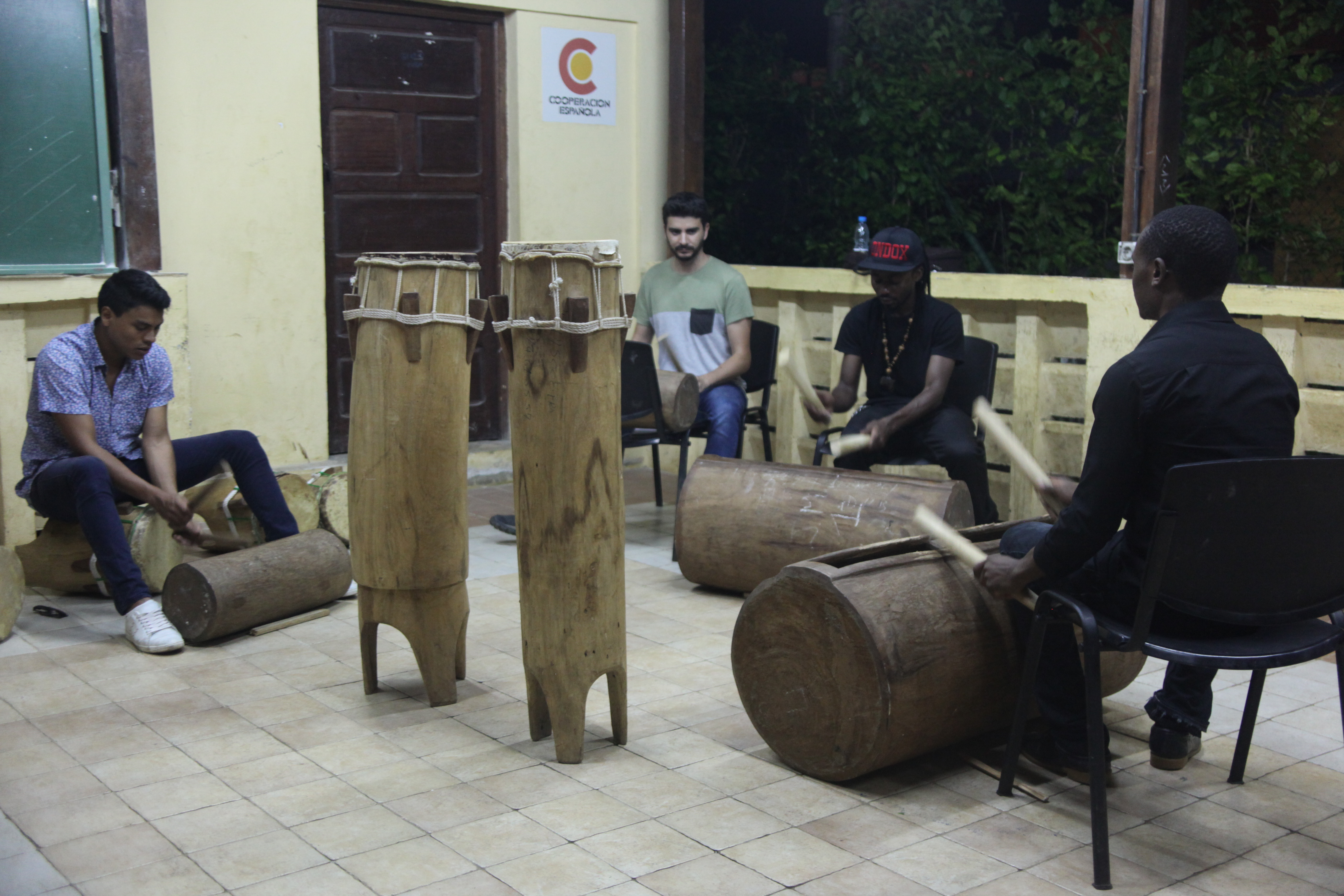
Taller de percussió africana.

- Taller de percussió africana.Biblioteca: sala d'adults i sala juvenil i infantil
- Accés lliure a internet (wifi)
- Espais de creació per a artistes
- Taules d'estudi i pissarres
- Exàmens DELE
- Cafeteria
- Estudi d'enregistrament
- Caixes de lectura
- Ordinadors de lliure accés (9 ordinadors de lliure accés i amb internet: 6 a la sala d'adults de la biblioteca i 3 a la sala juvenil i infantil de la biblioteca)

## Publicacions

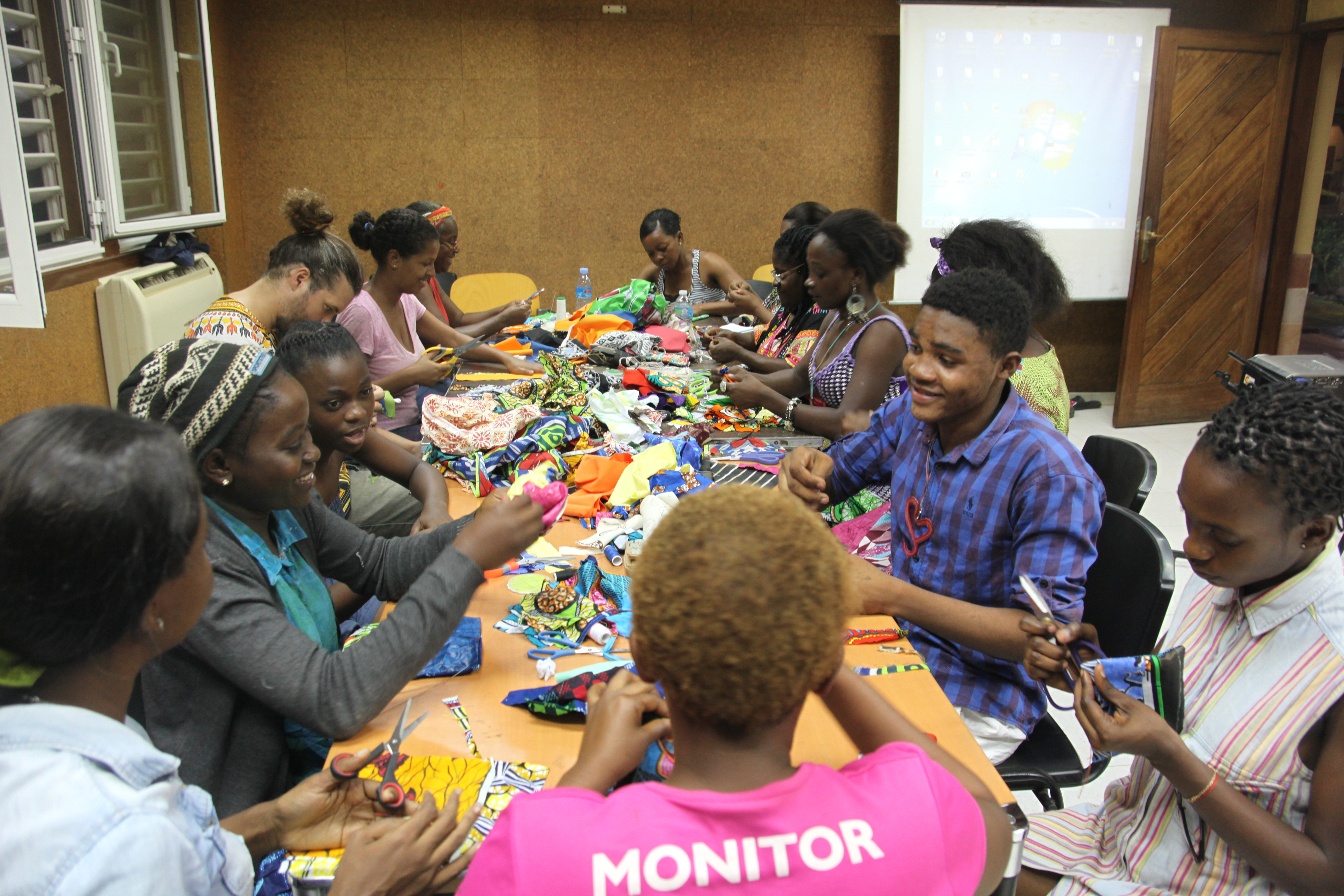
Taller d'editorials cartoneras.

El CCEM ha col·laborat en nombroses publicacions: catàlegs d'exposicions, calendaris, llibres i revistes culturals.
- Llibres: finançament d'edició de llibres d'autors guineoequatorians en editorials com Sial, Calambur Editorial, ElCobre o Verbum.
- Revistes culturals: El árbol del centro (2005-2008) i Atanga (des de 2010)

## Difusió
El CCEM compta amb diferents vies per promocionar la seva oferta cultural.
Agenda cultural, de periodicitat bimensual
- Pàgina web i perfil en xarxes socials
- Espai radiofònic setmanal a Radio Asonga
- Magazín audiovisual cultural Malabeando
- Espai televisiu setmanal a TVGE